# Mezquita de al-Azhar
La mezquita de al-Azhar (en árabe: الجامع الأزهر‎) es una de las más importantes del El Cairo (Egipto) desde el punto de vista histórico, religioso y arquitectónico. Forma parte del conjunto conocido como El Cairo Histórico, declarado Patrimonio de la Humanidad por la UNESCO. La mezquita está situada en el centro de la antigua ciudad fatimí y es considerada como la mezquita nacional de Egipto.

## Historia

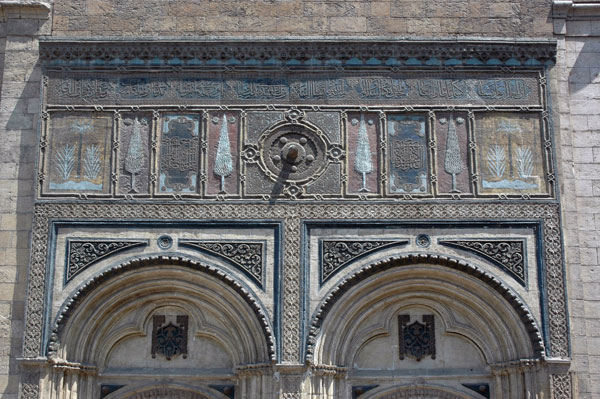
Puerta principal de época otomana.

La mezquita pertenece a la época fatimí y fue fundada en el periodo (970-972), aunque con el transcurso de los siglos ha sufrido muchas modificaciones. Desde su fundación ha funcionado casi siempre como centro de enseñanza, función que todavía conserva a pesar de que ahora esta actividad, que atrae estudiantes de todo el mundo, se ha desplazado a otros edificios, quedando esta mezquita como centro religioso.
Al-Azhar se fundó como mezquita central de la nueva ciudad de al-Qáhira. No lleva el nombre de su fundador, Al-Muizz (952-975) o bien Ŷawhar Al-Saqli, el militar que llevó a cabo la fundación de la nueva ciudad y de la mezquita, como era habitual. El califa Al-Muizz entró en El Cairo en el mes de ramadán de 973 y dirigió la oración en esta mezquita acompañado de Ŷawhar.

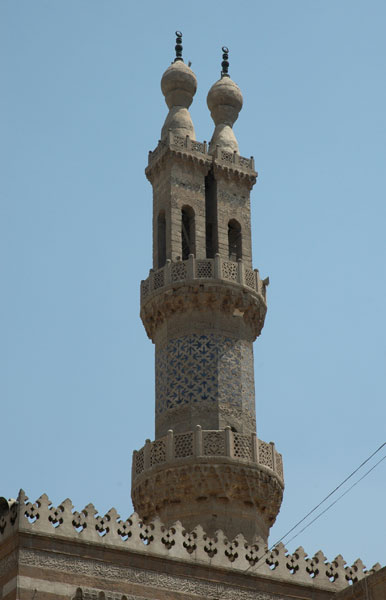
Minarete de Al Ghawrí.
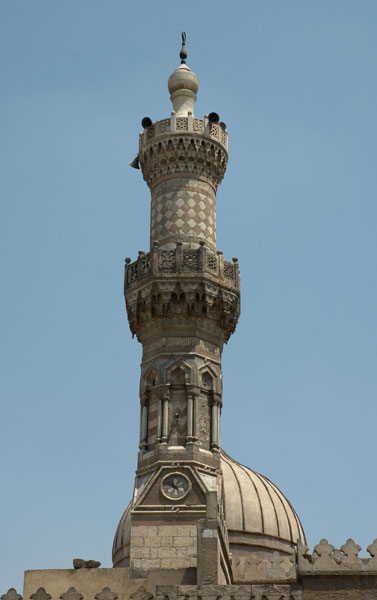
Minarete de Aqbugha.
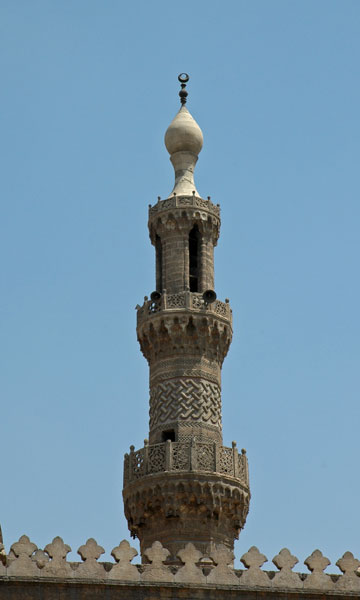
Minarete de Al Achraf Qait-bay.

## Universidad

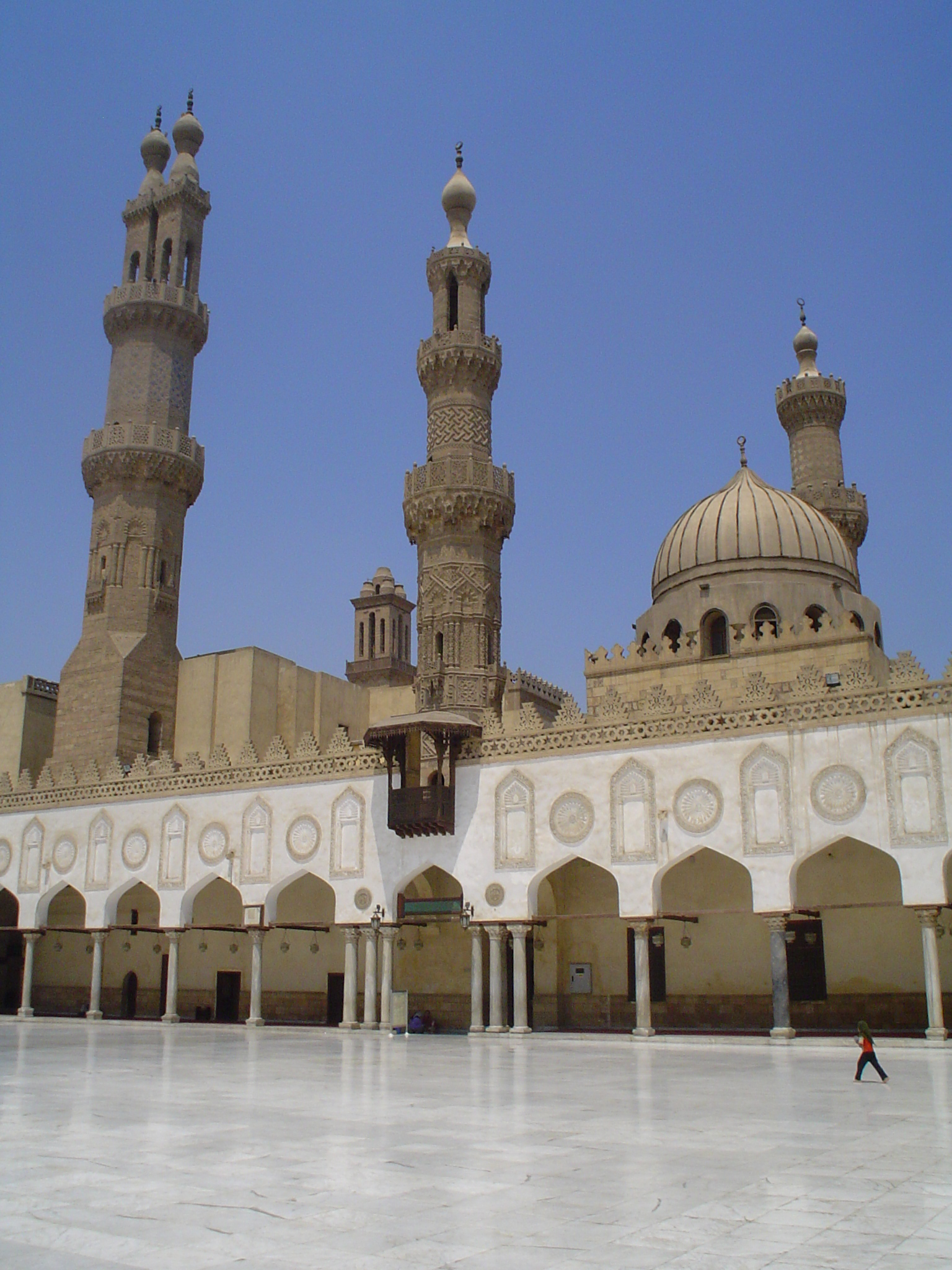
Patio de la mezquita.

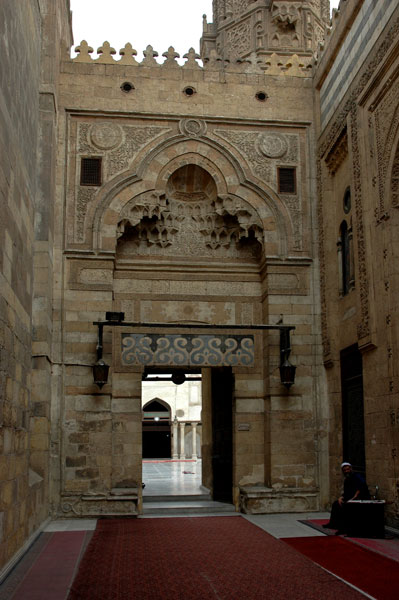
Portal del patio.

El 988 se fundó una escuela en la mezquita, y desde entonces al-Azhar fue un importante centro de enseñanza y no únicamente religioso. Era un centro chií que pasó horas bajas en la época ayubí (suní) hasta que los mamelucos la volvieron a impulsar y es desde aquella época que goza de renombre.
Curiosamente los profesores no recibían ningún tipo de salario por su trabajo, muchos de ellos eran pobres o contaban con otros medios para mantenerse.
El 1774 el emir Muhammad Bey Abu Dhahab impulsó la prestigiosa biblioteca, que databa del siglo XIV.

## El edificio

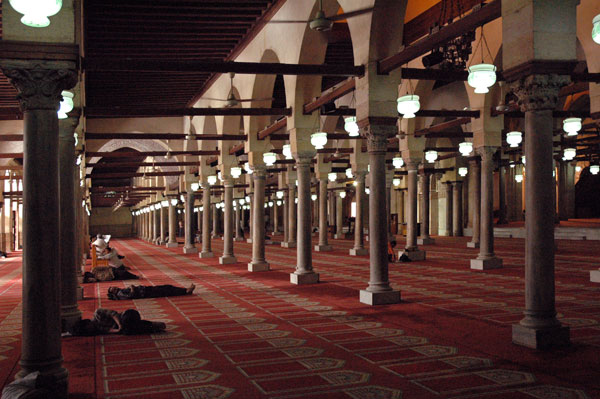
La sala de oraciones.

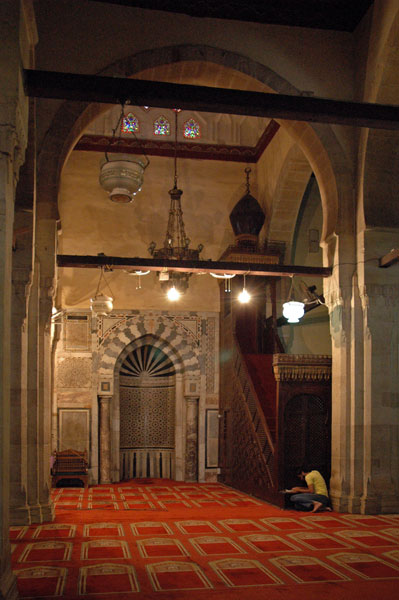
El mihrab.

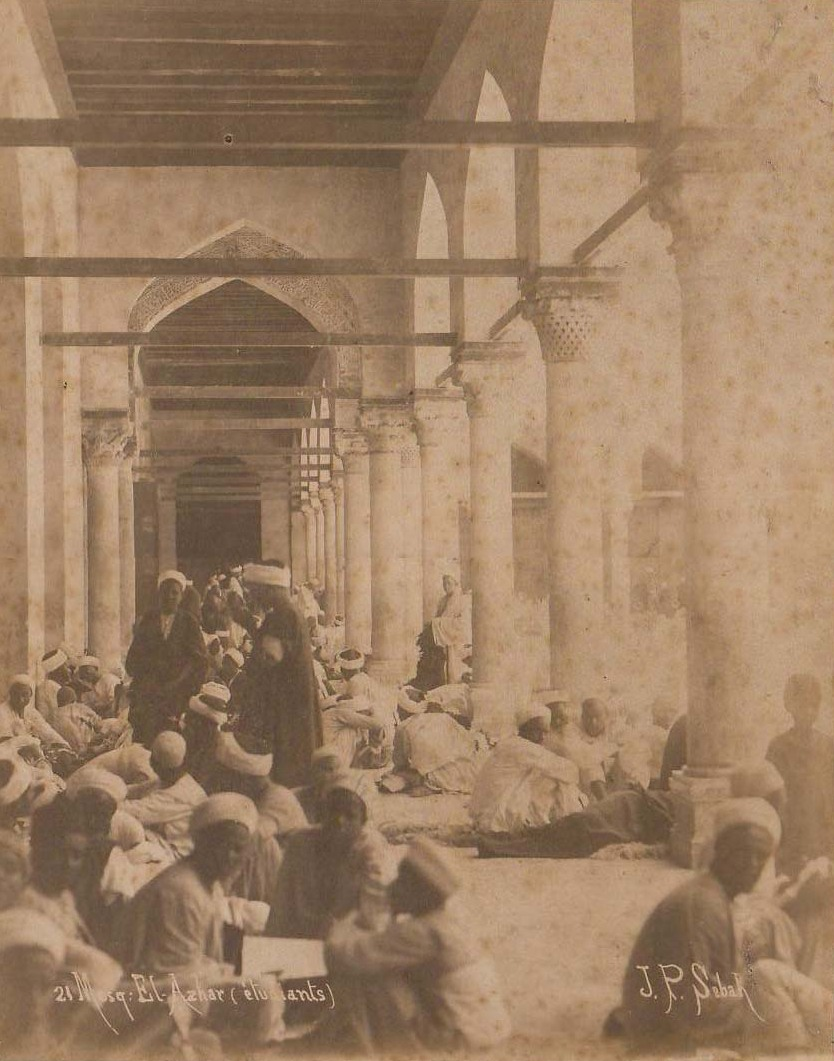
Interior de la mezquita en una foto de Pascal Sebah, años 1880.

Inicialmente la mezquita formaba un rectángulo de 88 x 70 m, con un gran patio central con una sala de oraciones con cinco naves paralelas a la alquibla y una sexta en el centro, perpendicular a aquellas y encarada al mihrab. Tenía tres cúpulas, una sobre el mihrab, y las otras dos en los extremos de la alquibla. Los laterales del patio tenían tres naves cada uno y el lado de la entrada (opuesto a la alquibla) no tenía ninguna. Las arcadas se soportan con columnas y capiteles preislámicos.
Poco después de su construcción se comenzaron a realizar modificaciones: en 1009 de la mano del califa Al-Hákim (996-1021), el 1125 el califa Al-Amir (1101-1130) y especialmente el califa Al-Hafiz (1130-1149) que levantó una nueva galería de arcadas alrededor del patio central. Estos arcos apuntados, característicos de la época, son diferentes de los anteriores que eran de medio punto. De esta época se conservan todavía restos importantes de la decoración de estuco.
En la época ayubí perdió la condición de mezquita del viernes, que pasó a la de Al-Hákim.
En la época de los mamelucos se hicieron modificaciones importantes. En 1266 el sultán Baibars I (1260-77) le devolvió la oración del viernes. También reconstruyó totalmente el minarete de la entrada. En 1303 se hicieron varias restauraciones motivadas por el terremoto que afectó a la ciudad.
También en la misma época se añaden tres madrasas: la primera, patrocinada por Baibars II en 1309-10, se ha modificado posteriormente, la segunda en 1339-40 impulsada por el emir Aqbugha, con su minarete propio. La tercera, de carácter funerario, de la época de Ŷawhar al-Qanqabai, levantada en 1440.
En 1397 el sultán Adh-Dhahran Barquq levanta un nuevo minarete, que debe ser rehecho completamente dos veces, en 1424 y de nuevo más adelante. El sultán Qaitbey (1468-96) levantó un nuevo alminar. En 1510 el sultán Qansawh al-Ghawrí (1501 a 1516) construye el minarete doble, que aún se conserva.
En época otomana, también se hicieron modificaciones a la mezquita, principalmente de la mano del prolífico constructor Abd ar-Rahman Katkhuda. Este lleva a cabo en 1753 una importante ampliación de la sala de oraciones, alargándola por detrás del mihrab primitivo, con lo que el mihrab ahora en medio de la sala de oraciones. También añade una nueva fachada con una doble puerta, exteriormente decorada de forma laboriosa. También hace modificaciones en las fachadas secundarias y finalmente añade su propio mausoleo.